# Jiří Verner (lékař)
Jiří Verner (25. dubna 1905 Praha – 6. ledna 1942 Praha) byl český lékař, specializací chirurg a dramatik, autor veseloher.

## Osobní život
V průběhu gymnaziálních studií se podílel na vzniku divadelního spolku Studentská scéna a v období, kdy byl posluchačem oboru lékařství, hrál jako herec v nuselském Tylově divadle. Po promoci na pražské lékařské fakultě Univerzity Karlovy působil na Chirurgické klinice Vinohradské nemocnice.
Vedle lékařské praxe psal divadelní hry. Komedie U pokladny stál se hrála v Divadle Vlasty Buriana a v roce 1939 ji zfilmoval Karel Lamač. Představuje jediné dílo, v němž se autor věnoval lékařské tematice, konkrétně humornou formou ukázal na nešvary zdravotních pojišťoven. Od roku 1939 byl aktivním členem hereckého spolku Malostranské besedy. Zemřel v roce 1942.

## Výbor z díla
- Jeho výsost paňáca
- Na Trojické faře
- Dva muži ve skříni
- Císařův dvojník
- U pokladny stál
- Lidé v bílém doopravdy, scénář, ve filmu cameo role chirurga
- Rozkaz, pane ministře
- Třináctá jachta, komedie
- Bohatý chudák, komedie